# Hospital público de Nueva Ámsterdam
El Hospital público de Nueva Ámsterdam (en inglés: New Amsterdam Public Hospita l) es un centro de salud en Nueva Ámsterdam, Guyana, es un ejemplo de la arquitectura en madera, y una de los dos obras arquitectónicas que aún existen y fueron diseñadas por César Castellani, un arquitecto empleado en el Departamento de Obras Públicas de la Guayana Británica.
La construcción comenzó a finales de 1881 con fondos del Departamento de Obras Públicas de la administración colonial. El hospital fue construido en etapas. El pabellón central se completó en 1881. El hospital estaba casi terminada en 1884, y fue ocupado en 1885.